# 가와베촌 (효고현)
가와베촌(일본어: 川辺村)은 일본 효고현 간자키군에 있던 촌이다. 현재의 이치카와정 동부에 해당한다.